# Gran Premio de Italia de Motociclismo de 1992
El Gran Premio de Italia de Motociclismo de 1992 fue la quinta prueba de la temporada 1992 del Campeonato Mundial de Motociclismo. El Gran Premio se disputó el 24 de mayo de 1992 en el Circuito de Mugello.

## Resultados 500cc
La serie de victorias consecutivas del australiano Michael Doohan se interrumpe en cuatro, que en esta ocasión termina detrás del estadounidense Kevin Schwantz y por delante del otro estadounidense John Kocinski.
| Pos.     | Piloto               | Equipo        | Tiempo    | Pts. |
| -------- | -------------------- | ------------- | --------- | ---- |
| 1        | Kevin Schwantz       | Suzuki        | 46.26.225 | 20   |
| 2        | Michael Doohan       | Honda         | 46.31.293 | 15   |
| 3        | John Kocinski        | Yamaha        | 46.58.767 | 12   |
| 4        | Doug Chandler        | Suzuki        | 47.02.309 | 10   |
| 5        | Alex Barros          | Cagiva        | 47.09.831 | 8    |
| 6        | Juan Garriga         | Yamaha        | 47.09.842 | 6    |
| 7        | Miguel Duhamel       | Yamaha        | 47.09.936 | 4    |
| 8        | Àlex Crivillé        | Honda         | 47.11.364 | 3    |
| 9        | Niall Mackenzie      | Yamaha        | 47.17.119 | 2    |
| 10       | Randy Mamola         | Yamaha        | 47.24.093 | 1    |
| 11       | Eddie Lawson         | Cagiva        | 47.26.462 |      |
| 12       | Corrado Catalano     | ROC Yamaha    | 47.51.985 |      |
| 13       | Thierry Crine        | ROC Yamaha    | 48.03.398 |      |
| 14       | Eddie Laycock        | Yamaha        | 48.17.946 |      |
| 15       | Toshiyuki Arakaki    | ROC Yamaha    | 48.18.493 |      |
| 16       | Michael Rudroff      | Harris Yamaha | 48.30.713 |      |
| 17       | Dominique Sarron     | ROC Yamaha    | 1 Vuelta  |      |
| 18       | Juan López Mella     | ROC Yamaha    | 1 Vuelta  |      |
| 19       | Cees Doorakkers      | Harris Yamaha | 1 Vuelta  |      |
| 20       | Simon Buckmaster     | Harris Yamaha | 1 Vuelta  |      |
| 21       | Nicholas Schmassmann | ROC Yamaha    | 1 Vuelta  |      |
| 22       | Peter Graves         | Harris Yamaha | 1 Vuelta  |      |
| Ret      | Marco Papa           | Librenti      | Ret       |      |
| Ret      | Josef Doppler        | ROC Yamaha    | Ret       |      |
| Ret      | Wayne Rainey         | Yamaha        | Ret       |      |
| Ret      | Serge David          | ROC Yamaha    | Ret       |      |
| Ret      | Kevin Mitchell       | Harris Yamaha | Ret       |      |
| Ret      | Lucio Pedercini      | Paton         | Ret       |      |
| DNS      | Wayne Gardner        | Honda         | DNS       |      |
| Sources: |                      |               |           |      |

## Resultados 250cc
Cuarta victoria de la temporada en cinco carreras para el italiano Luca Cadalora que precedió a sus compatriotas Loris Reggiani y Max Biaggi. La clasificación general está liderada por Cadalora por delante del alemán Helmut Bradl y Reggiani.
| Pos. | Piloto                    | Moto    | Tiempo    | Pts. |
| ---- | ------------------------- | ------- | --------- | ---- |
| 1    | Luca Cadalora             | Honda   | 43.52.313 | 20   |
| 2    | Loris Reggiani            | Aprilia | 43.52.481 | 15   |
| 3    | Max Biaggi                | Aprilia | 43.55.173 | 12   |
| 4    | Helmut Bradl              | Honda   | 43.56.904 | 10   |
| 5    | Wilco Zeelenberg          | Suzuki  | 43.59.188 | 8    |
| 6    | Alberto Puig              | Aprilia | 44.06.821 | 6    |
| 7    | Carlos Cardús             | Honda   | 44.07.209 | 4    |
| 8    | Masahiro Shimizu          | Honda   | 44.15.727 | 3    |
| 9    | Loris Capirossi           | Honda   | 44.19.616 | 2    |
| 10   | Doriano Romboni           | Honda   | 44.22.514 | 1    |
| 11   | Jochen Schmid             | Yamaha  | 44.28.502 |      |
| 12   | Carlos Lavado             | Gilera  | 44.29.951 |      |
| 13   | Herri Torrontegui         | Suzuki  | 44.35.052 |      |
| 14   | Jurgen van den Goorbergh  | Aprilia | 44.35.069 |      |
| 15   | Eskil Suter               | Aprilia | 44.35.422 |      |
| 16   | Patrick van den Goorbergh | Aprilia | 44.35.551 |      |
| 17   | Stefan Prein              | Honda   | 44.35.841 |      |
| 18   | Adi Stadler               | Honda   | 44.40.677 |      |
| 19   | Frédéric Protat           | Aprilia | 44.40.693 |      |
| 20   | Andreas Preining          | Aprilia | 44.44.343 |      |
| 21   | Bernard Haenggeli         | Aprilia | 44.57.822 |      |
| 22   | Bernd Kassner             | Aprilia | 44.57.868 |      |
| 23   | Luis d'Antín              | Honda   | 44.58.164 |      |
| 24   | Adrian Bosshard           | Honda   | 45.20.234 |      |
| 25   | Erkka Korpiaho            | Aprilia | 45.47.630 |      |
| 26   | Jean Pierre Jeandat       | Honda   | 45.53.106 |      |
| Ret  | Pierfrancesco Chili       | Aprilia | Ret       |      |
| Ret  | Paolo Casoli              | Yamaha  | Ret       |      |
| Ret  | Renzo Colleoni            | Yamaha  | Ret       |      |
| Ret  | Katsuyoshi Kozono         | Honda   | Ret       |      |
| Ret  | Jean-Philippe Ruggia      | Gilera  | Ret       |      |
| Ret  | Harald Eckl               | Aprilia | Ret       |      |
| Ret  | Stefano Caracchi          | Yamaha  | Ret       |      |
| Ret  | Bernard Cazade            | Honda   | Ret       |      |
| Ret  | Yves Briguet              | Honda   | Ret       |      |

## Resultados 125cc
Tres años después de su anterior victoria, el italiano Ezio Gianola vuelve a ganar por delante del alemán Dirk Raudies y el japonés Noboru Ueda. Después de cinco pruebas, la clasificación general está comandada por el alemán Ralf Waldmann, frente a los italianos Bruno Casanova y Alessandro Gramigni..
| Pos. | Piloto               | Moto      | Tiempo    | Pts. |
| ---- | -------------------- | --------- | --------- | ---- |
| 1    | Ezio Gianola         | Honda     | 42.22.606 | 20   |
| 2    | Dirk Raudies         | Honda     | 42.25.413 | 15   |
| 3    | Noboru Ueda          | Honda     | 42.25.592 | 12   |
| 4    | Peter Öttl           | Rotax     | 42.27.634 | 10   |
| 5    | Fausto Gresini       | Honda     | 42.29.007 | 8    |
| 6    | Jorge Martínez Aspar | Honda     | 42.29.073 | 6    |
| 7    | Gabriele Debbia      | Honda     | 42.30.368 | 4    |
| 8    | Bruno Casanova       | Aprilia   | 42.36.436 | 3    |
| 9    | Oliver Koch          | Honda     | 42.55.967 | 2    |
| 10   | Nobuyuki Wakai       | Honda     | 42.57.081 | 1    |
| 11   | Alessandro Gramigni  | Aprilia   | 42.57.373 |      |
| 12   | Maurizio Vitali      | Gazzaniga | 42.57.424 |      |
| 13   | Heinz Lüthi          | Honda     | 42.57.513 |      |
| 14   | Manuel Hernández     | Aprilia   | 42.57.670 |      |
| 15   | Loek Bodelier        | Honda     | 43.14.499 |      |
| 16   | Robin Appleyard      | Honda     | 43.30.249 |      |
| 17   | Kin'ya Wada          | Honda     | 43.41.242 |      |
| 18   | Takao Shimizu        | Honda     | 43.48.549 |      |
| 19   | Giuseppe Fiorillo    | Yamaha    | 43.48.793 |      |
| 20   | Hubert Abold         | Honda     | 44.04.750 |      |
| 21   | Steve Patrickson     | Honda     | 44.21.221 |      |
| 22   | Alfred Waibel        | Honda     | 45.02.805 |      |
| 23   | Armando Narduzzi     | Honda     | 1 Vuelta  |      |
| 24   | Hisashi Unemoto      | Honda     | 1 Vuelta  |      |
| Ret  | Oliver Petrucciani   | Honda     | Ret       |      |
| Ret  | Ralf Waldmann        | Honda     | Ret       |      |
| Ret  | Arie Molenaar        | Aprilia   | Ret       |      |
| Ret  | Julián Miralles      | Honda     | Ret       |      |
| Ret  | Peter Galvin         | Honda     | Ret       |      |
| Ret  | Alain Bronec         | Honda     | Ret       |      |
| Ret  | Carlos Giró          | Aprilia   | Ret       |      |
| Ret  | Hans Spaan           | Aprilia   | Ret       |      |
| Ret  | Maik Stief           | Aprilia   | Ret       |      |
| Ret  | Kazuto Sakata        | Honda     | Ret       |      |
| Ret  | Fausto Ricci         | Yamaha    | Ret       |      |
| Ret  | Emilio Cuppini       | Aprilia   | Ret       |      |
| Ret  | Giovanni Palmieri    | Gazzaniga | Ret       |      |